# تيموثي لامب
تيموثي لامب (18 نوفمبر 1976 - )  (بالإنجليزية: Timothy Lamb)‏ هو لاعب كريكت بريطاني. لعب مع Dorset County Cricket Club ‏.